# The Firm (banda británica)
The Firm fue un supergrupo inglés de mediados de la década de 1980, conformado por el excantante de Free y Bad Company Paul Rodgers, el exguitarrista de Led Zeppelin Jimmy Page, el bajista Tony Franklin y el baterista Chris Slade. 
Formados en 1984, Page originalmente buscó alistar al baterista de la banda de rock progresivo Yes, Bill Bruford, y al bajista Pino Palladino en el grupo.
Page y Rodgers se negaron a tocar cualquier material de sus anteriores bandas, y optaron por una selección de sus álbumes solistas y canciones nuevas.
The Firm tuvo una relativamente pobre cantidad de copias vendidas de sus dos álbumes, "The Firm" (1985) y "Mean Business" (1986). El proyecto finalmente se disolvió tras el segundo disco, Page y Rodgers continuaron con sus carreras en solitario, Chris Slade se unió a AC/DC, y Tony Franklin hizo lo propio con Blue Murder, grupo del guitarrista John Sykes.

## Discografía

### Álbumes de estudio
- The Firm (1985)
- Mean Business (1986)

### Sencillos
- "Radioactive" (1985) #28 US
- "Satisfaction Guaranteed" (1985) #73 US
- "All the King's Horses" (1986) #61 US
- "Live in Peace" (1986)

## Miembros
- Paul Rodgers - Primera voz, guitarra rítmica, guitarra acústica.
- Jimmy Page - Guitarra rítmica, primera guitarra, guitarra acústica, coros.
- Tony Franklin - Bajo, teclados, sintetizador, coros.
- Chris Slade - Batería, percusión, coros.